# Morinelplevier
De morinelplevier (Eudromias morinellus, synoniem: Charadrius morinellus) is een vogel uit de familie van de plevieren (Charadriidae).

## Kenmerken
De morinelplevier wordt ongeveer 21 cm lang en heeft een vleugelspanwijdte van 60 centimeter. Het mannetje weegt ongeveer 100 gram, de vrouwtjes zijn iets zwaarder en wegen 120 gram. De soort is in zijn zomerkleed redelijk simpel te herkennen. Het opvallendst zijn zijn brede wenkbrauwstreep, die tot aan zijn nek toe loopt. Er loopt een witte streep over de borst van de vogel, die twee wat donkerkleurigere stukken van de borst van elkaar scheidt. De nek en de borst van de vogel zijn grijs en ze hebben een bruine buik. De vogel heeft een zwarte snavel en gele poten. Het verenkleed van de vogel heeft in de winter een stuk minder contrast, dan in de zomer.

## Leefwijze
Het voedsel bestaat uit kevers, vliegen, zaden en bessen.

## Voortplanting
De morinelplevier heeft een opvallende balts, het vrouwtje probeert het mannetje te lokken. De vogel maakt een nest op de grond, dit nest is vaak niet meer dan een kuiltje bedekt met wat plantenmateriaal. Het vrouwtje legt meestal drie eieren, die door het mannetje in ongeveer 22 tot 26 dagen worden uitgebroed. Terwijl het mannetje de eieren uitbroedt houdt het vrouwtje zich bezig met het beschermen van het nest. Wanneer de eieren zijn uitgekomen verlaten de jongen onmiddellijk het nest, nadat de jongen het nest hebben verlaten worden ze nog ongeveer dertig dagen door het mannetje verzorgd.

## Verspreiding
De morinelplevier broedt vooral op toendra in het noorden van Eurazië, van noordelijk Europa tot noordoostelijk Siberië en noordwestelijk Alaska. Ook zijn er broedparen te vinden in berggebieden, zoals de Alpen en de Schotse hooglanden.
In Nederland broedde er tussen 1961 en 1969 een groep vogels in Flevoland.
De vogel is een trekvogel en overwintert in een strook, die ongeveer loopt van Marokko tot Iran.